# Европско првенство у атлетици на отвореном 2012 — бацање кугле за жене
Такмичње у бацању кугле у женској конкуренцији на Европском првенству у атлетици 2012. у Хелсинкију одржано је 28. (квалификације) а 29. јуна (финале) на Олимпијском стадиону у Хелсинкију.

## Земље учеснице
Учествовало је 18 такмичаркi из 15 земаља. 
| - Бугарска (1) - Израел (1) - Италија (2) - Литванија (1) - Мађарска (1) | - Немачка (3) - Пољска (1) - Румунија (1) - Русија (1) - Уједињено Краљевство (1) | - Финска (1) - Француска (1) - Хрватска (1) - Шведска (1) - Шпанија (1) |

## Рекорди
| Рекорди пре почетка Европског првенства 2012. | Рекорди пре почетка Европског првенства 2012. | Рекорди пре почетка Европског првенства 2012. | Рекорди пре почетка Европског првенства 2012. | Рекорди пре почетка Европског првенства 2012. |
| --------------------------------------------- | --------------------------------------------- | --------------------------------------------- | --------------------------------------------- | --------------------------------------------- |
| Светски рекорд                                | Наталија Лисовска · Русија                    | 22,63                                         | Москва, СССР                                  | 7. јуни 1987.                                 |
| Рекорди светских првенстава                   | Наталија Лисовска · Русија                    | 21,24                                         | Рим, Италија                                  | 5. септембар 1987                             |
| Рекорди Европских првенстава                  | Вита Павлиш · Украјина                        | 21,69                                         | Будимпешта, Мађарска                          | 20. август 1998                               |
| Светски рекорд сезоне                         | Надзеја Астапчук · Белорусија                 | 21,13                                         | Минск, Белорусија                             | 12. јун 2012.                                 |
| Европски рекорд сезоне                        | Надзеја Астапчук · Белорусија                 | 21,13                                         | Минск, Белорусија                             | 12. јун 2012.                                 |

### Најбољи европски резултати у 2012. години
Десет најбољих европских бацачица кугле 2012. године до почетка првенства (27. јуна 2012), имале су следећи пласман на европској и светској ранг листи. (СРЛ)
| 1  | Надзеја Астапчук, Белорусија  | 21,13 | 12. јун | 1. СРЛ  |
| 2  | Јевгенија Колодко Русија      | 20,22 | 27. мај | 3. СРЛ  |
| 3  | Олесија Свиридова, Русија     | 19,72 | 27. мај | 6. СРЛ  |
| 4  | Наталија Михневич, Белорусија | 19,72 | 12. јун | 7. СРЛ  |
| 5  | Надин Клајнерт, Немачка       | 19,67 | 11 мај  | 8. СРЛ  |
| 6  | Ана Авдејева Русија           | 19,54 | 17. јун | 9. СРЛ  |
| 7  | Ирина Тарасова, Русија        | 19,35 | 27. мај | 11. СРЛ |
| 8  | Галина Облешчук Украјина      | 19,23 | 19. мај | 13. СРЛ |
| 9  | Kристина Шваниц Немачка       | 18,99 | 8. јун  | 14. СРЛ |
| 10 | Јозефина Терлеки Немачка      | 18,87 | 16. јун | 15. СРЛ |

Такмичарке чија су имена подебљана учествовале су на ЕП.

## Освајачи медаља
|                         |                        |                     |
| Надин Клајнерт, Немачка | Ирина Тарасова, Русија | Кјара Роза, Италија |

## Сатница
| Датум         | Време | Коло          |
| ------------- | ----- | ------------- |
| 28. јун 2012  | 12:30 | Квалификације |
| 29. јун 2012. | 18:00 | Финале        |

## Резултати

### Квалификације
Атлетичарке су биле подељене у две групе по девет. Квалификациона норма је износила 17,40 метара. У финале се пласирало шест које су пребациле норму (КВ), а шест према постигнутом резултату (кв).
| Место | Група | Атлетичарка           | Земља                | #1    | #2    | #3    | Ретзултат | Белешка |
| ----- | ----- | --------------------- | -------------------- | ----- | ----- | ----- | --------- | ------- |
| 1     | Б     | Надин Клајнерт        | Немачка              | 18,65 |       |       | 18,65     | КВ      |
| 2     | А     | Ирина Тарасова        | Русија               | 18,31 |       |       | 18,31     | КВ      |
| 3     | Б     | Јозефина Терлецки     | Немачка              | x     | 18,22 |       | 18,22     | КВ      |
| 4     | А     | Кристина Шваниц       | Немачка              | х     | 17,92 |       | 17,92     | КВ      |
| 5     | Б     | Кјара Роза            | Италија              | 17,89 |       |       | 17,89     | КВ      |
| 6     | А     | Радослава Мавродијева | Бугарска             | 17,55 |       |       | 17,55     | КВ      |
| 7     | А     | Анита Мартон          | Мађарска             | 16,69 | 16,74 | 17,30 | 17,30     | кв      |
| 8     | А     | Паулина Губа          | Пољска               | 16,63 | 17,29 | 16,80 | 17,29     | кв      |
| 9     | Б     | Jessica Cérival       | Француска            | 16,99 | 16,75 | 17,15 | 17,15     | кв      |
| 10    | Б     | Хелене Енгман         | Шведска              | 16,88 | x     | x     | 16,88     | кв      |
| 11    | Б     | Аустра Скјуите        | Литванија            | 15,68 | 16,22 | 16,73 | 16,73     | кв      |
| 12    | А     | Анка Хелтне           | Румунија             | 16,00 | 16,70 | 16,33 | 16,70     | кв      |
| 13    | Б     | Урсула Руиз           | Шпанија              | 16.35 | 16.24 | 16.39 | 16,39     |         |
| 14    | Б     | Eden Francis          | Уједињено Краљевство | 15,83 | x     | 16,35 | 16,35     |         |
| 15    | А     | Julaika Nicoletti     | Италија              | x     | 15,94 | x     | 15,94     |         |
| 16    | А     | Anastasia Muchkaev    | Израел               | 14,37 | x     | 15,83 | 15,83     |         |
| 17    | Б     | Валентина Мужарић     | Хрватска             | 14,55 | х     | 15,33 | 15,33     |         |
| 18    | А     | Suvi Helin            | Финска               | 14,69 | 14,73 | 15,05 | 15,05     |         |

### Финале
| Место | Атлетичар             | Земља     | #1    | #2    | #3    | #4    | #5    | #6    | Резултат | Белешка |
| ----- | --------------------- | --------- | ----- | ----- | ----- | ----- | ----- | ----- | -------- | ------- |
|       | Надин Клајнерт        | Немачка   | 18,58 | 19,15 | 19,15 | 19,18 | x     | x     | 19,18    |         |
|       | Ирина Тарасова        | Русија    | 18,53 | 18,79 | 18,91 | x     | 18,54 | 18,72 | 18,91    |         |
|       | Кјара Роза            | Италија   | x     | 17,95 | 17,72 | 18,26 | 18,47 | 18,07 | 18,47    |         |
| 4.    | Јозефина Терлецки     | Немачка   | 18,33 | 18,16 | x     | 17,85 | x     | x     | 18,33    |         |
| 5.    | Кристина Шваниц       | Немачка   | x     | 18,25 | 18,10 | 17,77 | x     | 17,49 | 18,25    |         |
| 6.    | Радослава Мавродијева | Бугарска  | 18,14 | x     | 17,73 | x     | 17,89 | x     | 18,14    |         |
| 7.    | Анита Мартон          | Мађарска  | 17,19 | 17,39 | 17,31 | 17,48 | 17,93 | 17,52 | 17,93    |         |
| 8.    | Хелена Енгман         | Шведска   | 17,64 | 17,44 | x     | 17.18 | x     | x     | 17,64    | SB      |
| 9.    | Jessica Cérival       | Француска | 17,20 | x     | x     |       |       |       | 17,20    |         |
| 10.   | Паулина Губа          | Пољска    | 17,09 | x     | x     |       |       |       | 17,09    |         |
| 11.   | Аустра Скјуите        | Литванија | 16,53 | x     | 16,50 |       |       |       | 16,53    |         |
| 12.   | Анка Хелтне           | Румунија  | 16,36 | 16,39 | 16,36 |       |       |       | 16,39    |         |